# ウラジーミル・タトリン

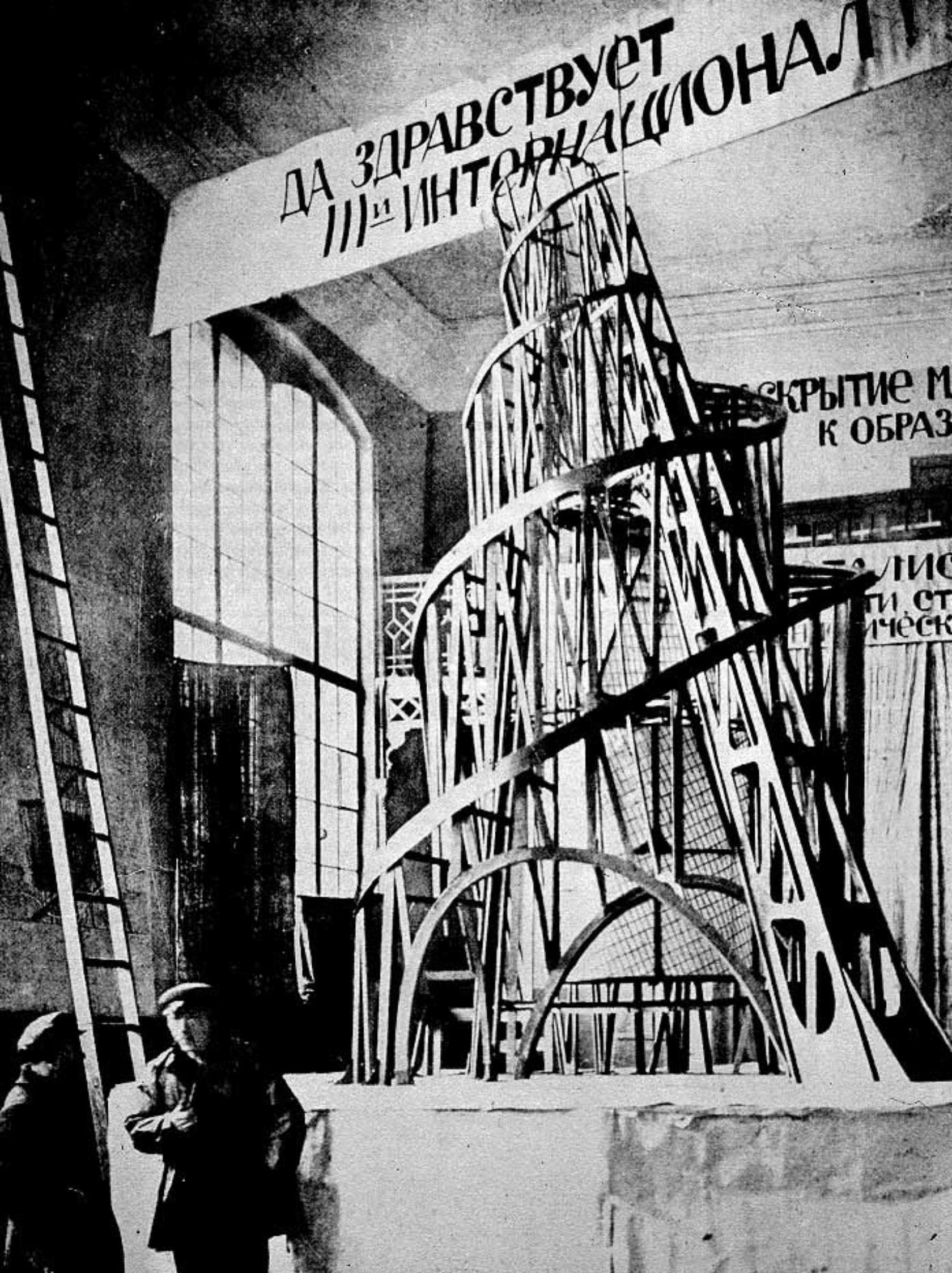
タトリンの第三インターナショナル記念塔（1919年）

ウラジーミル・エヴグラフォーヴィチ・タトリン（ロシア語: Влади́мир Евгра́фович Та́тлин；ラテン文字転写の例:Vladimir Yevgrafovich Tatlin、Wladimir Jewgrafowitsch Tatlin、1885年12月28日 - 1953年5月31日）は、ロシア帝国出身の画家、彫刻家、建築家、デザイナー、舞台美術家である。

## 概要
1885年、ロシア帝国領下にあったウクライナのハリコフで、技師の家庭に生まれる。若い頃は水兵としてエジプト・シリアなど各地を航海した経歴も持つ。1909年、モスクワの絵画・彫刻・建築学校で学ぶ。1917年のロシア革命後は芸術学校で教鞭を執り、人民教育委員会モスクワ支部長に就任。
カジミール・マレーヴィチらとともに、1920年代ソビエト連邦のロシア・アヴァンギャルドおよびロシア構成主義の代表的な作家の一人にあげられるが、彼自身はその活動に加わりながらもマレーヴィチらと袂を分かち、最も構成主義を批判した作家でもある。
代表的な作品に「第三インターナショナル記念塔」（タトリンの塔、英: Tatlin's Tower、英: The Monument to the Third International）（1919年）、航空器械「レタトリン」（1932年）などがある。特に、高さ400メートルに及ぶ螺旋形の鉄塔を構想した「第三インターナショナル記念塔」（実現せず）や、壁の隅に張り渡した「カウンター・レリーフ」（コーナー・レリーフ）と呼ばれる彫刻（本人はこれを、伝統的な絵画に対して疑問を呈するために作った立体状の絵画と考えていた）は後世の建築家・芸術家に大きな影響を与えた。
晩年は鳥の飛び方の研究を行い、飛行技術の発展に役立てようとしていた。彼はモスクワの墓地に葬られている。

## 日本語の参考文献
- 美術手帖　1974年9月号　特集　マレーヴィッチ　絵画の無化をめざして／美術出版社
- 美術手帖　1982年2月号　ロシア・アヴァンギャルドのデザイン感覚／美術出版社
- 季刊ウインド　1992年18号　連続特集　ロシア・アバンギャルド・デザインⅡ／商店建築社
- 桑野隆「夢見る権利　ロシア・アヴァンギャルド再考」東京大学出版局 1996年
- 八束はじめ「ロシア・アヴァンギャルド建築」LIXIL出版 新版2015年
- 亀山郁夫「ロシア・アヴァンギャルド」岩波新書 1996年

## 関連項目

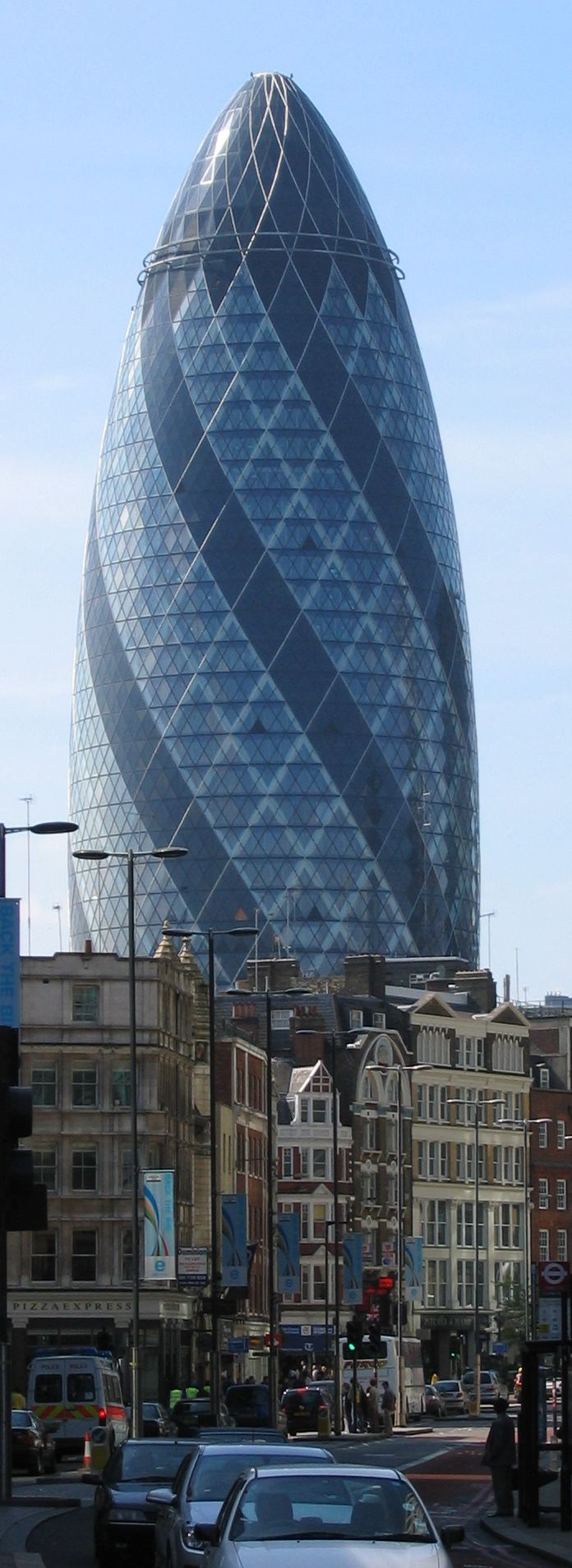
30セント・メリー・アクス